# Bàsquet als Jocs Olímpics d'estiu de 2016
Als Jocs Olímpics d'Estiu de 2016, realitzats a la ciutat de Rio de Janeiro (Brasil), es realitzaran dues competicions de bàsquet, una en categoria masculina i una altra en categoria femenina.
La competició masculina es realitzarà entre els dies 6 i 21 d'agost i la femenina entre el dia 6 i 20 d'agost de 2016 al Carioca Arena 1.

## Calendari
| G | Fase de grups | ¼ | Quarts de final | ½ | Semifinals | B | Final consolació | F | Final |

| Prova↓/Data →        | Ds 6 | Dg 7 | Dl 8 | Dm 9 | Dc 10 | Dj 11 | Dv 12 | Ds 13 | Dg 14 | Dl 15 | Dm 16 | Dc 17 | Dj 18 | Dv 19 | Ds 20 | Ds 20 | Dg 21 | Dg 21 |
| -------------------- | ---- | ---- | ---- | ---- | ----- | ----- | ----- | ----- | ----- | ----- | ----- | ----- | ----- | ----- | ----- | ----- | ----- | ----- |
| Competició masculina | G    | G    | G    | G    | G     | G     | G     | G     | G     | G     |       | ¼     |       | ½     |       |       | B     | F     |
| Competició femenina  | G    | G    | G    | G    | G     | G     | G     | G     | G     |       | ¼     |       | ½     |       | B     | F     |       |       |

## Resum de medalles
| Prova                   | Or | Argent | Bronze |
| Bàsquet masculí Detalls | Estats UnitsJimmy Butler · Kevin Durant · DeAndre Jordan · Kyle Lowry · Harrison Barnes · DeMar DeRozan · Kyrie Irving · Klay Thompson · DeMarcus Cousins · Paul George · Draymond Green · Carmelo Anthony         | SèrbiaMiloš Teodosić · Marko Simonović · Bogdan Bogdanović · Stefan Marković · Nikola Kalinić · Nemanja Nedović · Stefan Birčević · Miroslav Raduljica · Nikola Jokić · Vladimir Štimac · Stefan Jović · Milan Mačvan | EspanyaPau Gasol · Rudy Fernández · Sergio Rodríguez Gómez · Juan Carlos Navarro · José Manuel Calderón · Felipe Reyes · Víctor Claver · Willy Hernangómez · Álex Abrines · Sergio Llull · Nikola Mirotić · Ricky Rubio |
| Bàsquet femení Detalls  | Estats UnitsLindsay Whalen · Seimone Augustus · Sue Bird · Maya Moore · Angel McCoughtry · Breanna Stewart · Tamika Catchings · Elena Delle Donne · Diana Taurasi · Sylvia Fowles · Tina Charles · Brittney Griner | EspanyaLeticia Romero · Laura Nicholls · Sílvia Domínguez · Alba Torrens · Laia Palau · Marta Xargay · Leonor Rodríguez · Lucila Pascua · Anna Cruz · Laura Quevedo · Laura Gil · Astou Ndour                         | SèrbiaTamara Radočaj · Sonja Petrović · Saša Čađo · Sara Krnjić · Nevena Jovanović · Jelena Milovanović · Dajana Butulija · Dragana Stanković · Aleksandra Crvendakić · Milica Dabović · Ana Dabović · Danielle Page    |

## Medaller
| Posició | País         | Or | Plata | Bronze | Total |
| 1       | Estats Units | 2  | 0     | 0      | 2     |
| 2       | Espanya      | 0  | 1     | 1      | 2     |
| 3       | Sèrbia       | 0  | 1     | 1      | 2     |
| Total   | Total        | 2  | 2     | 2      | 6     |